# 原色現代日本の美術
『原色現代日本の美術』（げんしょくげんだいにほんのびじゅつ）とは、1977年から1980年にかけて小学館から刊行された美術全集。戦前と戦後の日本美術について取り上げたもの。全十八巻。

## 内容
1. 近代の胎動（坂本満編著、1980年）
2. 日本美術院（小林忠著、1979年）
3. 京都画壇（内山武夫編著、1978年）
4. 東京画壇（細野正信著、1978年）
5. 日本の印象派（陰里鉄郎編著、1977年）
6. 大正の個性派（匠秀夫編著、1978年）
7. 近代洋画の展開（富山秀男編著、1979年）
8. 前衛絵画（浅野徹編著、1978年）
9. 現代の日本画（河北倫明編著、1980年）
10. 現代の洋画（土方定一編著、1980年）
11. 版画（小倉忠夫編著、1978年）
12. 文人画と書（河北倫明・堀江知彦編著、1979年）
13. 彫刻（三木多聞編著、1979年）
14. 工芸（鈴木健二編著、1980年）
15. 陶芸1（鈴木健二編、1978年）
16. 陶芸2（鈴木健二編著、1978年）
17. 建築（神代雄一郎編著、1979年）
18. 明日の美術（乾由明ほか編著、1980年）